# Sebastian Bönig
Sebastian Bönig (* 26. August 1981 in Erding) ist ein ehemaliger deutscher Fußballspieler und heutiger Fußballtrainer.

## Spielerkarriere

### In Freising, München und Ahlen
Sebastian Bönig stammt aus einer sportlichen Familie. Sein älterer Bruder Philipp Bönig spielte für den MSV Duisburg und den VfL Bochum in der zweiten und ersten Bundesliga sowie im Ausland für den ungarischen Rekordmeister Ferencváros TC und sein jüngerer Bruder Vincent zuletzt vom 1. Juli 2012 bis 31. Dezember 2013 für WAF Brigittenau in der viertklassigen Wiener Stadtliga. Er selbst begann wie Philipp bei Eintracht Freising mit dem Fußballspielen, bei der er von seinem Vater trainiert wurde. Von dort wechselte er 1996 in die Jugendabteilung des FC Bayern München; mit der B-Jugendmannschaft gewann er am 20. Juli 1997 in Unterhaching mit dem 3:0-Sieg über die B-Jugendmannschaft von Werder Bremen die Deutsche B-Juniorenmeisterschaft.
In dieser Zeit kam er zwischen 1997 und 1998 in sieben Länderspielen der U16-Nationalmannschaft zum Einsatz. Als Nationalspieler debütierte er am 1. Oktober 1996 in Coburg beim 4:1-Sieg über die Auswahl Schottlands. Sein letztes Länderspiel in dieser Altersklasse bestritt er am 2. April 1998 in Bösel beim 1:1-Remis gegen die Auswahl Schwedens.
Zur Saison 2000/01 rückte er in die zweite Mannschaft auf und sammelte erste Spielpraxis in der drittklassigen Regionalliga Süd. Nach zwei Spielzeiten wechselte er zum Zweitligisten LR Ahlen und bestritt 32 von 34 Punktspielen, in denen er sein einziges Tor als Profi am 18. August 2002 (2. Spieltag) beim 4:1-Sieg im Auswärtsspiel gegen den FC St. Pauli erzielte. In der Folgesaison kam er nicht mehr häufig zum Einsatz, wurde am Ende der Saison aussortiert und blieb ab November 2003 bis Januar 2005 vereinslos.

### In Berlin
Anfang 2005 schloss sich Bönig dem 1. FC Union Berlin an und absolvierte für den Verein bis Saisonende 2008/09 – zuletzt in der 3. Liga – insgesamt 134 Pflichtspiele, in denen er neun Tore erzielte. Er trug 2006 in 26 Punktspielen in der viertklassigen Oberliga Nordost zum sofortigen Wiederaufstieg in die Regionalliga Nord bei. In der Saison 2006/07 führte er das Team als Mannschaftskapitän zum Klassenerhalt und zum Gewinn des Verbandspokals. Jedoch verlor er unter dem neuen Trainer Uwe Neuhaus in der Folgesaison seine Position als Mannschaftskapitän und gehörte in der Saison 2008/09 auch nicht mehr zu den Stammspielern. Daher wurde ihm im Dezember 2008 ein Vereinswechsel seitens der Vereinsführung nahegelegt, den er jedoch nicht nutzte.
Im Juni 2009 wurde Bönigs Vertrag nicht verlängert, woraufhin er seine Karriere als Berufsfußballer im Alter von 27 Jahren beendete, um in Erding als Mitbetreiber einer Sportfreizeitanlage einen neuen beruflichen Start zu wagen. Als Begründung gab er an, dass für ihn außer dem 1. FC Union Berlin kein anderer Fußballverein in Frage käme. Nachdem er als Betreiber der Anlage keinen Erfolg gehabt hatte, beendete er seine Tätigkeit in Erding und kehrte nach Berlin zurück. Die Hinrunde der Saison 2011/12 spielte er für den Oberligisten BFC Viktoria 1889, bevor er endgültig seine aktive Fußballerkarriere beendete.

## Trainerkarriere
In der Saison 2012/13 war Bönig beim 1. FC Union Berlin Co-Trainer bei den A-Junioren (U19). Zur Saison 2013/14 wurde er bei der zweiten Mannschaft, die in der viertklassigen Regionalliga Nordost spielte, Co-Trainer von Robert Jaspert.
Anfang Mai 2014 wurde Bönig Cheftrainer der U19 in der A-Junioren-Bundesliga Nord/Nordost. Der Wechsel war ursprünglich zur neuen Saison geplant, wurde aber aufgrund der Situation der Mannschaft im Abstiegskampf vorgezogen. Unter Bönig konnte das Ruder nicht mehr herumgerissen werden, sodass die U19 in die A-Junioren-Regionalliga Nordost abstieg.
Zur Saison 2014/15 wurde Bönig bei der Profimannschaft, die in der 2. Bundesliga spielte, Co-Trainer von Norbert Düwel. In der Folge assistierte er auch Düwels Nachfolgern Sascha Lewandowski, André Hofschneider, Jens Keller und Urs Fischer. Unter Fischer gelangen die bis dahin größten Erfolge der Vereinsgeschichte, nämlich in der Saison 2018/19 der Aufstieg in die Bundesliga, in der Saison 2020/21 die Qualifikation für die Conference League, in der Saison 2021/22 die Qualifikation für die Europa League und in der Saison 2022/23 die Qualifikation für die Champions League. Unterdessen hatte Bönig von 2019 bis 2020 in der Hennes-Weisweiler-Akademie in Hennef erfolgreich den Lehrgang zur Fußballlehrerlizenz absolviert. Mitte November 2023 trennte sich der Verein von Fischer, da man in Abstiegsgefahr geraten war. Bönig nahm fortan aus persönlichen Gründen eine Auszeit.
Im März 2024 kehrte Bönig nach vier Monaten als Betreuer der ausgeliehenen Spieler zum Verein zurück. Nachdem Anfang Mai 2024 auch Fischers Nachfolger Nenad Bjelica entlassen worden war, übernahm der U19-Cheftrainer Marco Grote die Mannschaft zum zweiten Mal in dieser Spielzeit interimsweise. Unter ihm kehrte auch Bönig neben Marie-Louise Eta als Co-Trainer in den Trainerstab zurück. Gemeinsam erreichten sie zum Ende der Saison 2023/24 den Klassenerhalt.
Grote, Eta und Bönig kehrten daraufhin auf ihre ursprünglichen Positionen zurück. Als neuer Cheftrainer der Profis wurde Bo Svensson zur Saison 2024/25 verpflichtet. Dieser wurde während der Winterpause durch Steffen Baumgart ersetzt, unter dem Bönig im Januar 2025 erneut als Co-Trainer in den Trainerstab zurückkehrte.

## Titel
- Deutscher Drittligameister und Aufstieg in die 2. Bundesliga: 2009 (1. FC Union Berlin)
- Meister der Oberliga Nordost (Staffel Nord) und Aufstieg in die Regionalliga Nord: 2006 (1. FC Union Berlin)
- Berliner Landespokalsieger (2): 2007, 2009 (beide 1. FC Union Berlin)
- Deutscher B-Junioren-Meister: 1997 (FC Bayern München)